# Municipio de Parker (condado de Marshall)
El municipio de Parker (en inglés: Parker Township) es un municipio ubicado en el condado de Marshall en el estado estadounidense de Minnesota. En el año 2010 tenía una población de 35 habitantes y una densidad poblacional de 0,38 personas por km².

## Geografía
El municipio de Parker se encuentra ubicado en las coordenadas 48°24′48″N 96°58′36″O / 48.41333, -96.97667. Según la Oficina del Censo de los Estados Unidos, el municipio tiene una superficie total de 93.11 km², de la cual 93,11 km² corresponden a tierra firme y (0 %) 0 km² es agua.

## Demografía
Según el censo de 2010, había 35 personas residiendo en el municipio de Parker. La densidad de población era de 0,38 hab./km². De los 35 habitantes, el municipio de Parker estaba compuesto por el 94,29 % blancos, el 2,86 % eran afroamericanos, el 2,86 % eran asiáticos. Del total de la población el 0 % eran hispanos o latinos de cualquier raza.